# پرداخت‌کاری
پرداخت‌کاری (به انگلیسی: lapping) یا لیسه‌کاری یا لیسه‌زنی یک فرایند تکمیل‌کاری یا پرداخت سطح سایشی است که در آن ذرات ریز ساینده بر روی یک ماده نرم، به نام پوشش (Lap)، نشانده یا ریخته می‌شوند. جنس لپ می‌تواند از پارچه تا چدن یا مس متغیر باشد، اما همیشه باید از ماده‌ای که قرار است پرداخت شود نرم‌تر بوده و فقط به عنوان نگهدارنده ذرات ساینده سخت عمل کند. از فرایند پرداخت‌کاری هم برای پرداخت فلزات و هم پرداخت غیر فلزات استفاده می‌شود.
با مالش لیسه شارژ شده با ذرات ساینده بر روی سطح، ذرات ساینده مقادیر بسیار کمی از ماده‌ای که قرار است صیقل داده شود را برمی‌دارند. در نتیجه ذرات ساینده عمل برش را انجام داده و سطح لپ خورده نمی‌شود، چرا که ذرات ساینده به جای حرکت بر روی سطح آن به داخل آن فرومی‌روند. این پدیده در هر کجایی که دو سطح در حضور یک ماده ساینده ریز به هم مالش داده شوند، اتفاق می‌افتد؛ ماده نرم‌تر لپ را تشکیل داده و ماده سخت‌تر دچار سایش می‌شود.

## مزایا و معایب

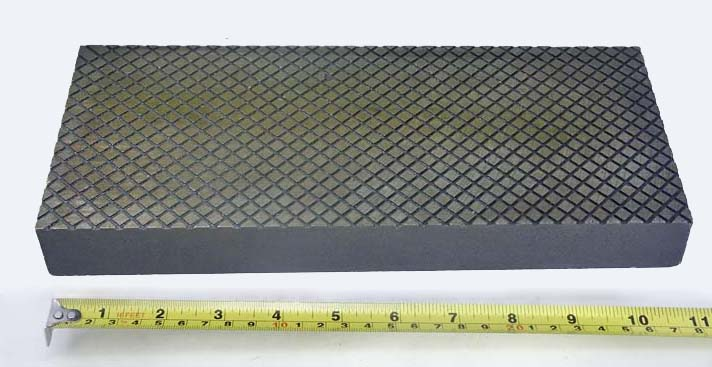
یک صفحه پرداخت‌کاری چدنی کوچک برای اجرای فرایند پرداخت‌کاری به صورت دستی. خمیر سنباده به مقدار کمی بر روی سطح اعمال شده و سپس قطعه بر روی آن کشیده می‌شود تا صافی سطح مورد نظر ایجاد گردد.

با این فرایند می‌توان قطعاتی که قبلاً سنگ خورده‌اند را برای پرداخت نهایی از ۵ تا ۲۰ میکرون براده برداری کرد و سطح بسیار صیقلی به دست آورد. در این روش، تنش‌های سطحی قطعه از بین می‌رود ولی احتمال نفوذ مواد ساینده در سطح قطعه وجود دارد.

## انواع روش‌های پرداخت‌کاری
- پرداخت‌کاری تخت یک طرفه
- پرداخت‌کاری دوطرفه موازی
- پرداخت‌کاری استوانه ای داخلی و خارجی

اصول اجرای عملیات پرداخت‌کاری به این ترتیب است که ابتدا روی قطعه کار و صفحهٔ گرد دواری که صفحه پرداخت‌کاری نامیده می‌شود را آب مواد ساینده، با دانه بندی خیلی ظریف (ذرات نمره ۲۰۰ تا ۶۰۰) به همراه روغن یا نفت یا مواد متناسب دیگر قبل از شروع کار به وسیلهٔ قلم مو مالیده یا ریخته می‌شود.
در پرداخت‌کاری تخت یک طرفه، قطعه کار روی سنگ گردان قرار داده می‌شود و برای تأمین فشار وزنه ای روی آن قرار می‌گیرد. برای آنک قطعه به همراه سنگ نچرخد قطعه کار را درون حلقه‌هایی مهار می‌کنند. این حلقه‌ها که به آن‌ها قفسه می‌گویند، حرکت دورانی خارج از مرکز داشته و قطعه را در راستای شعاعی روی سنگ حرکت می‌دهد. این ماشین می‌تواند چند قطعه را به‌طور همزمان پرداخت‌کاری کند.
دوغاب هم به همراه ذرات سایندهٔ موجود در آن، به صورت قشری مایع بین سطوح کار و ابزار پرداخت‌کاری قرار گرفته و به تدریج براده‌های ریزی از قطعه کار برمی‌دارد، در اثر تغییر جهت مداوم حرکت لغزشی ذرات، از حرکت غلطکی یکنواخت دانه‌ها ممانعت بعمل آمده و در نتیجهٔ جلوگیری کردن از چرخش ذرات مزبور، از دو طرف سطوح لغزشی عملی مشابه شابر زنی را اجرا می‌کنند.
نیروی فشاری مورد نیاز بین سطوح تماس نیز بوسیلهٔ یک وزنه تأمین می‌شود که البته ممکن است بجای وزنه از سیلندرهای اعمال فشار نیز استفاده شود. سرعت محیطی مناسب پرداخت‌کاری در حدود ۱۰ تا ۲۰ متر بر دقیقه می‌باشد که برای حصول پرداخت بسیار عالیتر لازم است از مقدار سرعت محیطی کاسته شود.
در پرداخت‌کاری دوطرفه موازی، قطعه کار بین دو صفحهٔ یک فیکسچر مخصوص قرار گرفته و به کمک یک دیسک کوچک در مرکز فیکسچر تنظیم می‌شود.
در پرداخت‌کاری قطعات استوانه‌ای، قطعه کار می‌چرخد و رینگ مخصوص در طول آن جابه‌جا می‌شود

## مواد ساینده و مواد حمل‌کنندهٔ آن
مواد پرداخت‌کاری با توجه به جنس و نوع سطحی از قطعه کار که باید پرداخت شود، انتخاب می‌گردد. برای پیش پرداخت فولادهای آبداده شده یا بدون آب و همچنین چُدن‌ها و برنزها، پودر کروند یا اکسید آلومینیوم (آلومینا) با دانه‌های بسیار ریز و برای آخرین پرداخت از اکسید کروم (با رنگی متمایل به سبز) استفاده می‌شود. چنانچه سطوح کار فوق‌العاده سخت باشد، گرد الماس برای اینگونه موارد کاربرد خواهد داشت. از سیلیکون کارباید برای پرداخت‌کاری ابزارها و قالب‌ها و پرداخت‌کاری خشن فولادهای ابزار استفاده می‌شود. از کروندوم برای پرداخت‌کاری خشن و ظریف فولادهای نرم، از لعل برای پرداخت‌کاری ظریف برنج و برنز، از فریک اسید برای صیقل کاری فلزات نرم، از اکسید آلومینیوم برای پرداخت‌کاری ظریف فولاد نرم و فلزات غیر آهنی و از الماس برای پرداخت‌کاری مواد سخت استفاده می‌شود.
در عملیات پرداخت‌کاری، اندازهٔ دانه‌های ساینده معمولاً از ۲۰۰ (تعداد در هر اینچ مربع) تا ۱۰۰۰ تغییر می‌کند. برای مواد سخت‌تر، از دانه‌های ریزتر استفاده می‌شود تا پرداخت سطحی بهتری بدست آید.
سیال حمل کنندهٔ ذرات ساینده از اصطکاک فلزی بین ابزار پرداخت‌کاری و قطعه کار جلوگیری کرده و در عین حال عاملی برای خنک کاری و روغن کاری دانه‌های ساینده محسوب می‌شود. در ضمن، دانه‌های فرسوده و مواد ساییده شده را از سطوح کار تمیز می‌کنند. مواد حمل‌کننده ای که بیشتر از همه در عملیات پرداخت‌کاری از آن‌ها بهره‌گیری می‌شود عبارتند از: نفت سفید، روغن، تربانتین، تالک، بنزن، بنزول، آب سود دار، الکل و .. . سیالات غلیظ قشر ضخیمی را به وجود می‌آورند؛ که در چنین شرایطی دانه‌های ساینده بدون داشتن خاصیت برشی، غوطه ور خواهند ماند و از کارایی آن‌ها به میزان زیادی کاسته می‌شود. ماده‌هایی که از همه بیشتر کاربرد دارد مخلوطی است از نفت و یک نوع روغن خاص به نام گلایتون. هنگامی که نفت از حد معمول بیشتر باشد، برش تیز بوده و در مواردی که میزان روغن زیاد تر باشد، برش ظریفتر انجام گرفته و خراش‌های بجا مانده کاهش می‌یابد. امروزه برای پرداخت‌کاری موادی مانند آلومینیوم، برنج و مس از ترکیبات محلول در آب و برای چدن و فولاد از ترکیبات حاوی روغن غلیظ یا گریس استفاده می‌کنند.

## ابزار پرداخت‌کاری
وظیفه اصلی ابزار پرداخت‌کاری فشردن دانه‌های ساینده به قطعه کارها بوده و می‌بایست آن‌ها را طوری هدایت کنند که فرم دقیق ابزار بر سطح مورد نظر منتقل شود. ابزارهای پرداخت‌کاری خیلی ساده هستند یعنی ابزار از صفحه گردان که با ذرات ساینده پوشیده شده‌است، یک حلقه کنترل یا همان قفس پرداخت‌کاری و یک وزنه که قطعه کار را با فشار خاصی روی ابزار نگهدارد، تشکیل شده‌است.
لازم است که چنین ابزارهایی حتی‌الامکان نسبت به قطعه کار نرم‌تر انتخاب گردند تا به هنگام اعمال فشارهای کم، گیرایی کاملاً دقیق ابزار ساینده عاید شود؛ ولی این نرمیت نباید به حدی باشد که به سرعت فرم اصلی خود را از دست بدهد؛ و در ضمن نباید خلل و فرجی در سطوح ابزار دیده شود؛ زیرا وجود آن‌ها موجب چسبیدن براده‌های بسیار ظریف به‌طور محکم به صفحه پرداخت‌کاری شده و در نتیجه کیفیت سطح مطلوب حاصل نخواهد گردید.
چدن‌های خاکستری پرلیتی ویژه ای که در عین حال از تراکم خوبی برخوردار هستند، می‌توانند ماده مناسبی برای ساختن ابزارهای پرداخت‌کاری سطوح صاف، گلویی‌های مختلف، درن‌ها و غیره محسوب شوند که درجه سختی آن‌ها در حدود ۱۴۰ تا ۲۰۰ برینل می‌باشد. معمولاً قطعاتی با فرم‌های استوانه ای، کروی و تخت را می‌توان با عملیات پرداخت‌کاری صیقل کاری نمود. ابعاد قطعه کار بستگی به ابعاد و قابلیت‌های ماشین پرداخت‌کاری دارد. عموماً قطعاتی با طول ۵۰ تا ۲۰۰ میلی‌متر و قطر ۶ تا ۵۰۰ میلی‌متر را با ماشین‌های پرداخت‌کاری معمولی می‌توان صیقل داد. برای پرداخت‌کاری سطوح موازی دو طرف یک قطعه کار، قطعه کار بین دو صفحهٔ یک فیکسچر مخصوص قرار گرفته و به کمک یک دیسک کوچک در مرکز فیکسچر تنظیم می‌شود. قطعات تحت زاویه کوچکی نسبت به محور قرار می‌گیرند تا براده برداری به صورت یکنواخت انجام شود.

## تأثیرات پرداخت‌کاری بر روی جنس قطعه‌کار
قابلیت پرداخت‌کاری مواد سخت، مانند چدن، فولاد نرم، فولاد زنگ نزن و فولادهای ابزار در حد خوب و عالی است. پرداخت‌کاری مواد نرم نظیر برنج و آلومینیوم نیز نتایج رضایت بخشی دارد.
پرداخت‌کاری اثرات اندکی نیز بر روی خواص مواد می‌گذارد. یکی از مزایای پرداخت‌کاری، آزاد کردن تنش‌های سطحی قطعه کار است. در عملیات پرداخت‌کاری مواد نرم ممکن است ذرات ساینده به داخل سطح قطعه نفوذ کنند که این پدیده نیز یک عیب محسوب می‌شود. همچنین پرداخت‌کاری اثری بر خوص فیزیکی و شیمیایی ماده ندارد.

## عوامل مؤثر در فرایند پرداخت‌کاری
عوامل مؤثر در فرایند به‌طور خلاصه عبارتند از: دانه بندی ذرات ساینده، جنس صفحه پرداخت‌کاری، سرعت گردشی سنگ و قطعه کار، فشار روی قطعه کار، جنس قطعه کار، سختی قطعه کار، تعداد قطعاتی که همزمان پرداخت‌کاری می‌شوند، زمان پرداخت‌کاری، تمیزی محیط کار، فشار و سرعت و توان پرداخت‌کاری
در پرداخت‌کاری سطوح دو طرف قطعه کار، فشار اعمالی به قطعه کار برای مواد نرم ۹٫۶ تا ۲۰ کیلو پاسکال و برای مواد سخت ۲۰ الی ۷۰ کیلو پاسکال باید باشد. سرعت پرداخت‌کاری نیز باید بین ۹۰ تا ۲۴۰ دور بر دقیقه در نظر گرفته شود. توان مورد نیاز در این عملیات پایین است. این توان به جنس قطعه کار، فشار اعمالی و سرعت پرداخت‌کاری بستگی دارد.

## عوامل هزینه
در برآورد هزینه در عملیات پرداخت‌کاری باید به زمان پرداخت‌کاری هر قطعه، زمان تعویض ابزار، زمان تنظیم، هزینه مستقیم نیروی انسانی، هزینه بالاسری و هزینهٔ استهلاک ماشین و ابزار توجه کرد.

## عملیات پرداخت
عملیات پرداخت را می‌توان به دو گروه کلی زیر تقسیم نمود:
۱)پرداخت دستی:
در کل روش آسانی به‌شمار می‌آید و با وسائل نسبتاً ساده ای قابل اجراست. به نحوی که در پرداخت کاری مسطح، قطعه کار بر روی صفحه پرداخت در شرایطی که بر روی سطوح پرداخت شونده اش مواد یا مخلوط پرداخت مالیده شده‌است، بوسیلهٔ دست در مسیرهای دایره ای شکل یا لغزشی و در امتداد خطوط نامنظم حرکت داده می‌شود و طوری این عمل را انجام می‌دهند که سطوح تماس همواره در حال تعویض باشند و چنانچه پرداخت کاری خارجی و داخلی قطعات مدور مد نظر باشد، به درن‌های ویژه ای نیاز خواهد بود. امکان دارد که قطعات گرد پرداخت کاری را با استفاده از ماشین‌های تراش معمولی یا ماشین‌های مته که درون پرداخت را وادار به چرخش می‌کند، اجرا نمایند.
۲)پرداخت ماشینی:
در سری سازی یا تولید انبوه از ماشین‌هایی که برای عملیات پرداخت طراحی و ساخته شده‌اند بهره‌گیری می‌کنند. بسته به این که قطعات گرد یا تخت باشند، دارای صفحه پرداخت و ابزار پرداخت متناسب می‌باشند.
قطعات کار در قالب‌ها یا قفس پرداخت که همانند گیره ای عمل می‌کنند، محکم گردیده و مابین سطوح پرداخت شونده و ابزار پرداخت کاری، ماده پرداخت با قلمو مالیده شده یا بوسیلهٔ پمپ این عمل انجام می‌گیرد و به هنگام سایش پرداختی صفحه یا چرخ رویی به سمت پایین می‌آید و در نتیجه سنگینی خودش و نیز فشار اضافی دیگر که به آن اعمال می‌شود به طرف کار فشرده شده و قالب‌های نگهدارندهٔ قطعه کار همراه آنها، به غیر از حرکت دورانی دسته جمعی، دارای حرکت لنگ نیز خواهند بود و در عین حالی که غلط می‌زنند، حرکت لغزشی هم خواهند داشت.